# Lille danser
|  | Denne artikel er oprettet af botten Steenthbot ud fra en ekstern database. Den kan derfor have sproglige fejl eller mangler. Denne skabelon kan fjernes efter kontrol af indholdet. |

Lille danser er en dansk børnefilm fra 2017 instrueret af Nils Holst-Jensen.

## Handling
Kærlighedshistorie, der udspiller sig i starten af 1900-tallet på en balletkostskole for unge piger. En kold novembernat ser 13-årige Martha sin værelseskammerat styrte i døden. Tilsyneladende er Martha blot et uskyldigt vidne, men i løbet af de følgende dage viser det sig, at hun ved mere, end hun fortæller betjent Winckler. For Martha bærer på en stor hemmelighed. Filmen er en Lolita-inspireret historie om forbudt kærlighed, der får tragiske konsekvenser.

## Medvirkende
- Karoline Hamm
- Bjarne Henriksen
- Solbjørg Højfeldt
- Peter Plaugborg